# حسین‌آباد (تنگ چنار)
حسین‌آباد روستایی در دهستان تنگ چنار بخش مرکزی شهرستان مهریز استان یزد ایران است.

## جمعیت
بر پایه سرشماری عمومی نفوس و مسکن در سال ۱۳۹۵ جمعیت این روستا ۱۶۶ نفر (۵۸خانوار) بوده‌است.